# 容龍別墅

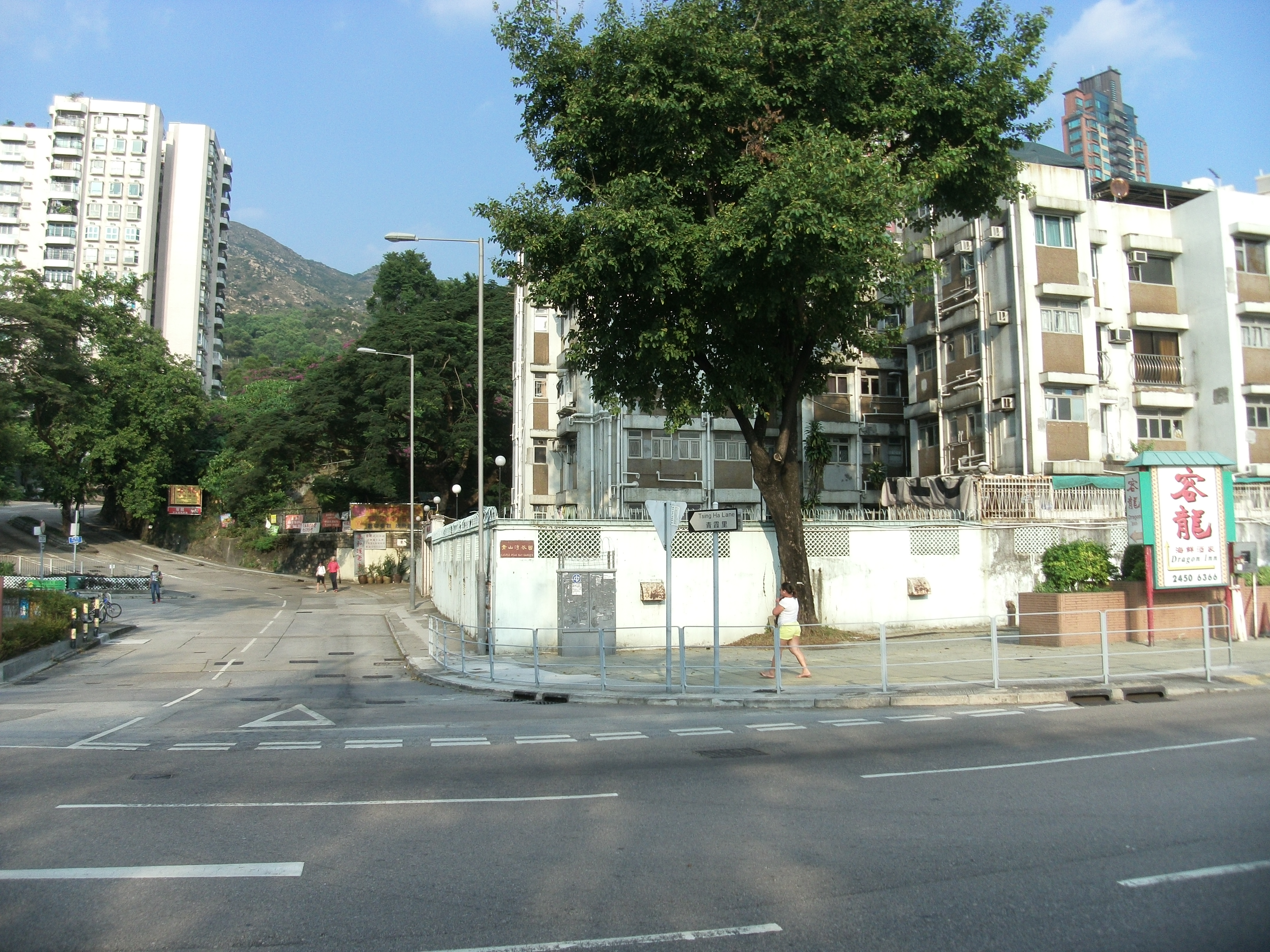
容龍海鮮酒家

容龍別墅是位於香港新界屯門青山公路十九咪，近青山灣咖啡灣的一所度假別墅，1939建成，設有酒店、露天茶座、游泳池、小型動物園，面臨大海，風景優美，是香港人舊時旅遊名勝。 不少粵語片曾取景於此，包括《情海茫茫》（1965，謝賢、羅蘭主演）、《金屋雙嬌》（1963）等。 容龍別墅1989年被聯邦地產購入並在年底拆卸，1991年改建成容龍居。

## 外部連結
- （页面存档备份，存于）《蘋果日報》2007年4月2日
- （页面存档备份，存于）《金屋雙嬌》YouTube
- （页面存档备份，存于） 《情海茫茫》YouTube